# ルベーグの微分定理
数学において、ルベーグの微分定理（ルベーグのびぶんていり、英: Lebesgue differentiation theorem）は、実解析の定理の一つで、ほとんど全ての点に対して可積分函数の値がその点の周りの無限小平均（無限小近傍でとった平均値）の極限に等しいことを述べる。名称はアンリ・ルベーグにちなむ。

## 主張
Rn 上の実数値または複素数値ルベーグ可積分関数 f があるとき、ルベーグ可測集合 A   に {\displaystyle f\cdot \mathbf {1} _{A}} （{\displaystyle \mathbf {1} _{A}} は集合 A の指示関数）のルベーグ積分を対応させる「不定積分」は集合函数
{\displaystyle A\mapsto \int _{A}f\ \mathrm {d} \lambda }
を定める。ここで λ は n-次元ルベーグ測度。
この積分の x における「微分」は
{\displaystyle \lim _{B\rightarrow x}{\frac {1}{|B|}}\int _{B}f\,\mathrm {d} \lambda }
と定義される。ここで |B| は x を中心とする球体 B  のルベーグ測度で、B → x は B  の直径が限りなく 0 に近づくことを意味する。
ルベーグの微分定理 (Lebesgue 1910) によれば、ほとんど全ての x ∈ Rn に対してこの極限値は存在して f(x) に等しい。実際にはこれよりわずかに強い次の主張が成り立つ。不等式
{\displaystyle \left|{\frac {1}{|B|}}\int _{B}f(y)\,\mathrm {d} \lambda (y)-f(x)\right|=\left|{\frac {1}{|B|}}\int _{B}(f(y)-f(x))\,\mathrm {d} \lambda (y)\right|\leq {\frac {1}{|B|}}\int _{B}|f(y)-f(x)|\,\mathrm {d} \lambda (y)}
において、最右辺はほとんど全ての x において 0 に収束する。このような点を f のルベーグ点という。
この定理はより一般的に、球体 B  の族を以下の性質（bounded eccentricity）を持つ集合族 {\displaystyle {\mathcal {V}}} で置き換えても成り立つ。
「ある固定された定数 c > 0 があって、{\displaystyle {\mathcal {V}}} の任意の元 U  に対し、{\displaystyle |U|\geq c\,|B|} を満たして U  を包含するような球体 B  が存在する。」
さらに任意の点 x ∈ Rn に対し、x が属すようないくらでも測度の小さい {\displaystyle {\mathcal {V}}} の元が存在するものとする。このときほとんど全ての x に対し、集合が点 x へ収縮するとき
{\displaystyle f(x)=\lim _{U\rightarrow x,\,U\in {\mathcal {V}}}{\frac {1}{|U|}}\int _{U}f\,\mathrm {d} \lambda }
が成り立つ。
立方体全体の集合は {\displaystyle {\mathcal {V}}} の一例であり、また R2 において定数 m ≥ 1 を固定したとき、縦横比が m−1 から m までの範囲に収まるような長方形全体の集合 {\displaystyle {\mathcal {V}}}(m) もそうである。Rn に任意のノルムが与えられたとき、このノルムから定まる距離についての球全体の集合も {\displaystyle {\mathcal {V}}} の条件を満たす。
1次元の場合は Lebesgue (1904) が先立って証明を与えている：
f が実数体上の可積分関数であるとき、関数
{\displaystyle F(x)=\int _{-\infty }^{x}f(t)\,\mathrm {d} t}
はほとんど至るところ微分可能で {\displaystyle F'(x)=f(x)} を満たす。

## 証明
ハーディ＝リトルウッドの極大函数に対する弱 L1 空間でのノルム評価から（より強めた形で）
命題：f が局所可積分函数ならば、ほとんど全ての点 x で
{\displaystyle \lim _{B\rightarrow x}{\frac {1}{|B|}}\int _{B}f(y)\,\mathrm {d} y=f(x)}
が成り立つ。
を示すことができる。以下の証明は Benedetto & Czaja (2009), Stein & Shakarchi (2005),  Wheeden & Zygmund (1977), Rudin (1987) に見られる標準的な方法に従ったものである。
定理は局所的な性質に関するものだから、f はある有限の半径を持った球の外部では値 0 をとると仮定して良い。任意の α > 0 に対し、集合 
{\displaystyle E_{\alpha }={\Bigl \{}x\in \mathbf {R} ^{n}:\limsup _{|B|\rightarrow 0,\,x\in B}{\frac {1}{|B|}}{\bigg |}\int _{B}f(y)-f(x)\,\mathrm {d} y{\bigg |}>2\alpha {\Bigr \}}}
が測度 0 であることを示せば十分である。
ε > 0 を任意にとって固定する。空間 L1(Rn) におけるコンパクト台な連続関数の稠密性より、
{\displaystyle \|f-g\|_{L^{1}}=\int _{\mathbf {R} ^{n}}|f(x)-g(x)|\,\mathrm {d} x<\varepsilon }
を満たす連続関数 g をとることができる。ここで、差を次のように書き直す。
{\displaystyle {\frac {1}{|B|}}\int _{B}f(y)\,\mathrm {d} y-f(x)={\Bigl (}{\frac {1}{|B|}}\int _{B}{\bigl (}f(y)-g(y){\bigr )}\,\mathrm {d} y{\Bigr )}+{\Bigl (}{\frac {1}{|B|}}\int _{B}g(y)\,\mathrm {d} y-g(x){\Bigr )}+{\bigl (}g(x)-f(x){\bigr )}.}
第1項は、次で定義される x における f − g の極大関数 {\displaystyle (f-g)^{*}(x)} で絶対値が上から抑えられる。
{\displaystyle {\frac {1}{|B|}}\int _{B}|f(y)-g(y)|\,\mathrm {d} y\leq \sup _{r>0}{\frac {1}{|B_{r}(x)|}}\int _{B_{r}(x)}|f(y)-g(y)|\,\mathrm {d} y=(f-g)^{*}(x).}
第2項は g の連続性より極限をとると消える。
第3項は |f(x) − g(x)| で上から抑えられる。
最初の条件式で絶対値の極限が 2α を上回るためには、第1項か第3項の少なくとも一方の絶対値は α を上回らなければならない。ところが、ハーディ＝リトルウッドの極大函数は、次元 n のみに依存するある定数 An により
{\displaystyle {\Bigl |}\left\{x:(f-g)^{*}(x)>\alpha \right\}{\Bigr |}\leq {\frac {A_{n}}{\alpha }}\,\|f-g\|_{L^{1}}<{\frac {A_{n}}{\alpha }}\,\varepsilon ,}
と評価される。一方マルコフの不等式より 
{\displaystyle {\Bigl |}\left\{x:|f(x)-g(x)|>\alpha \right\}{\Bigr |}\leq {\frac {1}{\alpha }}\,\|f-g\|_{L^{1}}<{\frac {1}{\alpha }}\,\varepsilon }
よって 
{\displaystyle |E_{\alpha }|\leq {\frac {A_{n}+1}{\alpha }}\,\varepsilon .}
ε は任意だったので、この右辺はいくらでも小さくすることができる。これで定理が示された。

## 証明に関して
ハーディ＝リトルウッドの極大函数についての評価式を示すのに用いられるという点で、ヴィタリの被覆定理は本定理の証明の要になる。
この定理は、「微分」の定義のところで球体の族の代わりに、ルベーグの正則性条件（Lebesgue's regularity condition, 先に定義した "bounded eccentricity" と同じ）を満たし、直径が 0 にいくらでも近いものがとれるような集合族を用いてもそのまま成り立つ。このように取り換えてもヴィタリの被覆定理が同様に成り立つからである。

## 議論
この定理は微分積分学の基本定理の相似物ないし一般化である。微分積分学の基本定理は、リーマン積分可能な関数は、そのリーマン（不定）積分の導関数と同一である（equate）ことを主張する。この逆を示すこともできる。任意の微分可能な関数は、その導関数の「積分」と同一である。ただし任意の導関数の積分可能性を保証するためにヘンストック＝クルツヴァイル積分を考える必要がある。
ルベーグの微分定理の特別な場合がルベーグの密度定理であり、これはルベーグ可測集合の指示関数に対し微分定理を適用したものである。密度定理は普通、より簡単な方法で証明される（Oxtoby (1980) を参照）。
この定理は、ルベーグ測度を Rn 上の任意の有限値ボレル測度に取り換えても成り立つ（証明は例えば Ledrappier & Young (1985)）。より一般に、以下の条件のうちいずれかが成り立っているならば、可分な距離空間上の任意の有限値ボレル測度について同じ主張が成り立つ。 
- 距離空間がリーマン多様体である。
- 距離空間が局所コンパクトな超距離空間である。
- 測度がdoubling測度（英語版）である。

これらの結果の証明は Federer (1969) の sections 2.8‐2.9 に記載がある。